# Provincia di Buri Ram
La provincia di Buri Ram si trova in Thailandia e fa parte del gruppo regionale della Thailandia del Nordest. Si estende per 10.323 km² e a tutto il 2021 aveva 1 579 805 abitanti. Il capoluogo è il distretto di Mueang Buriram e la città principale è Buriram.

## Geografia antropica
La provincia è suddivisa in 23 distretti (amphoe). Questi a loro volta sono suddivisi in 189 sottodistretti (tambon) e 2212 villaggi (muban).
| 1. Mueang Buriram 2. Khu Mueang 3. Krasang 4. Nang Rong 5. Nong Ki 6. Lahan Sai 7. Prakhon Chai 8. Ban Kruat 9. Phutthaisong 10. Lam Plai Mat 11. Satuek 12. Pakham | 1. Na Pho 2. Nong Hong 3. Phlapphla Chai 4. Huai Rat 5. Non Suwan 6. Chamni 7. Ban Mai Chaiyaphot 8. Non Din Daeng 9. Ban Dan 10. Khaen Dong 11. Chaloem Phra Kiat |

### Amministrazioni comunali
A tutto il 2021 non vi era alcun comune della provincia con lo status di città maggiore (thesaban nakhon). I tre soli comuni che rientravano tra le città minori (thesaban mueang) erano Buriram, che aveva 24 594 residenti, Nang Rong che ne aveva 20 570 e Chum Het con 19 768. Nell'aprile 2020 erano inoltre presenti 59 municipalità di sottodistretto (thesaban tambon), mentre le aree che non ricadevano sotto la giurisdizione delle amministrazioni comunali erano governate da un totale di 146 "Organizzazioni per l'amministrazione del sottodistretto" (ongkan borihan suan tambon).